# Storey Peak
Storey Peak är en bergstopp i Antarktis. Den ligger i Västantarktis. Argentina, Chile och Storbritannien gör anspråk på området. Toppen på Storey Peak är 598 meter över havet.
Terrängen runt Storey Peak är kuperad åt sydväst, men åt nordost är den platt. Terrängen runt Storey Peak sluttar norrut. Trakten är obefolkad. Det finns inga samhällen i närheten.